# Missy-sur-Aisne
Missy-sur-Aisne és un municipi francès situat al departament de l'Aisne i a la regió dels Alts de França. L'any 2007 tenia 694 habitants.

## Demografia

### Població
El 2007 la població de fet de Missy-sur-Aisne era de 694 persones. Hi havia 226 famílies de les quals 32 eren unipersonals (8 homes vivint sols i 24 dones vivint soles), 75 parelles sense fills, 111 parelles amb fills i 8 famílies monoparentals amb fills.
La població ha evolucionat segons el següent gràfic:
Habitants censats

### Habitatges
El 2007 hi havia 245 habitatges, 235 eren l'habitatge principal de la família, 5 eren segones residències i 5 estaven desocupats. 237 eren cases i 8 eren apartaments. Dels 235 habitatges principals, 204 estaven ocupats pels seus propietaris, 25 estaven llogats i ocupats pels llogaters i 6 estaven cedits a títol gratuït; 3 tenien dues cambres, 21 en tenien tres, 56 en tenien quatre i 156 en tenien cinc o més. 193 habitatges disposaven pel capbaix d'una plaça de pàrquing. A 89 habitatges hi havia un automòbil i a 137 n'hi havia dos o més.

### Piràmide de població
La piràmide de població per edats i sexe el 2009 era:
| Homes | Edats   | Dones |
| ----- | ------- | ----- |
| 0     | 95 o +  | 0     |
| 4     | 90 a 94 | 0     |
| 0     | 85 a 89 | 4     |
| 0     | 80 a 84 | 0     |
| 0     | 75 a 79 | 4     |
| 8     | 70 a 74 | 12    |
| 12    | 65 a 69 | 4     |
| 12    | 60 a 64 | 4     |
| 16    | 55 a 59 | 28    |
| 16    | 50 a 54 | 40    |
| 44    | 45 a 49 | 32    |
| 20    | 40 a 44 | 16    |
| 28    | 35 a 39 | 24    |
| 24    | 30 a 34 | 24    |
| 20    | 25 a 29 | 20    |
| 12    | 20 a 24 | 12    |
| 16    | 15 a 19 | 48    |
| 32    | 10 a 14 | 20    |
| 44    | 5 a 9   | 20    |
| 16    | 0 a 4   | 24    |

## Economia
El 2007 la població en edat de treballar era de 494 persones, 347 eren actives i 147 eren inactives. De les 347 persones actives 308 estaven ocupades (182 homes i 126 dones) i 40 estaven aturades (15 homes i 25 dones). De les 147 persones inactives 41 estaven jubilades, 45 estaven estudiant i 61 estaven classificades com a «altres inactius».

### Ingressos
El 2009 a Missy-sur-Aisne hi havia 245 unitats fiscals que integraven 685,5 persones, la mediana anual d'ingressos fiscals per persona era de 18.796 €.

### Activitats econòmiques
Dels 12 establiments que hi havia el 2007, 1 era d'una empresa alimentària, 2 d'empreses de construcció, 1 d'una empresa de comerç i reparació d'automòbils, 2 d'empreses de transport, 2 d'empreses d'hostatgeria i restauració, 1 d'una empresa financera, 1 d'una empresa immobiliària i 2 d'empreses classificades com a «altres activitats de serveis».
Dels 5 establiments de servei als particulars que hi havia el 2009, 1 era un taller de reparació d'automòbils i de material agrícola, 1 guixaire pintor, 1 fusteria, 1 perruqueria i 1 restaurant.
L'únic establiment comercial que hi havia el 2009 era una fleca.
L'any 2000 a Missy-sur-Aisne hi havia 5 explotacions agrícoles.

## Equipaments sanitaris i escolars
El 2009 hi havia una escola elemental.

## Poblacions més properes
El següent diagrama mostra les poblacions més properes.